# Carlos Saleiro
Carlos Miguel Mondim Saleiro (CS9) (Lisboa, 25 de Fevereiro de 1986) é um futebolista português que joga a avançado. Antes da carreira futebolística, Saleiro já era conhecido nacionalmente como tendo sido o primeiro bebé-proveta em Portugal.

A última equipa de Saleiro foi o Port Vale, na Inglaterra, onde permaneceu por apenas 6 semanas.
Ligado por muitos anos contractualmente ao Sporting, Saleiro foi campeão europeu de futebol, na categoria de sub-17, em 2003, disputado em Portugal.
Carlos Saleiro representou a selecção nacional nas suas várias camadas por diversas vezes (num total de 40 partidas), tendo sido convocado na primeira convocatória do escalão sub-23, em Outubro de 2009.